# 池澤夏樹
池澤 夏樹（いけざわ なつき、1945年7月7日 - ）は、日本の小説家・詩人。翻訳、書評も手がける。日本芸術院会員。
文明や日本について考察を基調にした小説や随筆を発表している。翻訳は、ギリシア現代詩からアメリカ現代小説など幅広く手がけている。各地へ旅をしたことが大学時代に専攻した物理学と併せて、池澤の作品の特徴となる。詩が小説に先行していることも、文章に大きな影響を与えている。
声優の池澤春菜は娘。

## 来歴
北海道帯広市出身で、マチネ・ポエティクで同人の原條あき子（山下澄、1923年 - 2004年）と福永武彦の間に、疎開先の帯広で誕生した。1950年に両親は離婚して1951年に母に連れられて東京へ転居する。のちに母は再婚して池澤姓を名乗り、池澤は実父について高校時代まで知らなかった。父方の大伯父に天文学者で理学博士でもあった海軍少将（水路部員）の秋吉利雄、又従兄に立教大学名誉教授の秋吉輝雄がいる。
都立富士高校卒業後、1964年に埼玉大学理工学部物理学科に入学する。1968年中退。ハヤカワミステリの短編やテレビ台本、『リーダーズダイジェスト』の記事などを翻訳する。
ロレンス・ダレルの弟のナチュラリストであるジェラルド・ダレルが少年時代を回顧した、ギリシアを舞台にした『虫とけものと家族たち』『鳥とけものと親類たち』『風とけものと友人たち』を1974年から翻訳。これがきっかけで、1975年にギリシアに移住、3年間同地で過ごす。
『ユリイカ』の当時の編集長・三浦雅士の誘いがきっかけで、『ユリイカ』に詩を掲載。帰国後、初の詩集『塩の道』を出版する。1979年から『旅芸人の記録』（監督テオ・アンゲロプロス）の字幕を担当、これを契機にアンゲロプロスの作品の字幕を担当する。
1984年5月号『海』に長編小説「夏の朝の成層圏」を発表し、1987年中央公論新人賞を受賞した小説「スティル・ライフ」で、1987年に第98回芥川賞を受賞する。
1993年に沖縄へ移住する。2005年にフランスのフォンテヌブローへ移住する。2009年に北海道札幌へ移住する。「ぼくが生まれて育ったのは北海道である。梅雨がないことで知られるとおり、最も乾燥した土地だ。フランスを離れて日本に帰ろうかと思った時、同じ空気の中に住みたいと思って、札幌に決めた。ここの今日の湿度は六八パーセント。やっぱり乾いている。」と『週刊文春』で述べる。
小説は『マシアス・ギリの失脚』で谷崎潤一郎賞、『花を運ぶ妹』で毎日出版文化賞、『すばらしい新世界』で芸術選奨、『静かな大地』で親鸞賞などを受賞する。随筆は『母なる自然のおっぱい』で読売文学賞（随筆・紀行部門）、評論では『楽しい終末』で伊藤整文学賞（評論部門）を受賞する。2007年紫綬褒章受章する。
『むくどり通信』シリーズなどの随筆もある。2010年、北海道新聞や中日新聞、東京新聞、北陸中日新聞、西日本新聞及び中国新聞に、小説「氷山の南」を連載。
2001年9月11日アメリカでのアメリカ同時多発テロ事件の直後から『新世紀へようこそ』というメールコラムを100回にわたって発信し、その後メールコラムは『パンドラの時代』、『異国の客』へと移っている。2002年11月にはイラクを訪れ、現地の普通の人々の暮らしを伝える『イラクの小さな橋を渡って』（写真・本橋成一）を緊急出版した。
池澤の個人編集の河出書房新社の『池澤夏樹=個人編集 世界文学全集』全30巻が2007年11月より刊行された。
小説や評論が国語の教科書などで採用されることも多く、『スティル・ライフ』は2002年度の大学入試センター試験国語I・国語IIの追試験問題で出題された。過去問題集では池澤の意向で文章は省略されている。
2011年第145回をもって、1995年第114回から務めた芥川賞の選考委員を辞任。
2012年現在、谷崎潤一郎賞、読売文学賞選考委員を務める。
2014年8月1日から北海道立文学館館長に就き、10月にかつて元従軍慰安婦の偽証言を報じた北星学園大学非常勤講師植村隆の解雇に反対する「負けるな北星!の会（マケルナ会）」を結成する。「たくさんの人が一人の人を非難している。その非難に根拠がないとしたら、もっとたくさんの人が立ち上がってその人を守らなければならない。」と発言した。
2020年8月から2022年1月まで、大伯父・秋吉利雄の伝記小説『また会う日まで』を朝日新聞に連載。
2018年6月に北海道立文学館館長を辞任する。
ギリシャ、フランス、沖縄などさまざま転居し、札幌には13年ほど住んでいたが、2022年秋、長野県安曇野に転居する。北海道新聞2023年1月7日 連載「天はあおあお 野はひろびろ」より。日本経済新聞2024年1月21日朝刊文化面単発コラム・エッセイ「夢想の川を下る」冒頭に記載がある。

## 現代世界の十大小説
『現代世界の十大小説』（NHK出版新書 2014年）でサマセット・モームの『世界の十大小説』から60年後に、十作を選んでいる。
- ガルシア＝マルケス『百年の孤独』
- アゴタ・クリストフ『悪童日記』
- ミルチャ・エリアーデ『マイトレイ』（Maitreyi）
- ジーン・リース『サルガッソーの広い海』（Wide Sargasso Sea）
- ミシェル・トゥルニエ『フライデーあるいは太平洋の冥界』（Vendredi ou les Limbes du Pacifique）
- カルロス・フエンテス『老いぼれグリンゴ』（Gringo viejo）
- ジョン・アップダイク『クーデタ』（The Coup）
- メアリー・マッカーシー『アメリカの鳥』（Birds of America）
- バオ・ニン『戦争の悲しみ』（The Sorrow of War）
- 石牟礼道子『苦海浄土』

## 受賞・栄典
- 1987年 - 中央公論新人賞（「スティル・ライフ」 ）
- 1988年 - 芥川龍之介賞（「スティル・ライフ」）[9]
- 1992年 - 小学館文学賞（『南の島のティオ』）
- 1993年 - 読売文学賞 随筆・紀行賞（『母なる自然のおっぱい』）[9]
- 1993年 - 谷崎潤一郎賞（『マシアス・ギリの失脚』）[9]
- 1994年 - 伊藤整文学賞（『楽しい終末』）
- 1996年 - JTB出版文化賞（『ハワイイ紀行』）
- 2000年 - 毎日出版文化賞 文学・芸術部門（『花を運ぶ妹』）[9]
- 2001年 - 芸術選奨文部科学大臣賞（『すばらしい新世界』）[9]
- 2003年 - 宮沢賢治賞（『言葉の流星群』）、司馬遼太郎賞（『イラクの小さな橋を渡って』『憲法なんて知らないよ』『静かな大地』などの著作活動全般）
- 2004年 - 親鸞賞（『世界文学を読みほどく』『静かな大地』）
- 2005年 - 桑原武夫学芸賞（『パレオマニア』）
- 2007年 - 紫綬褒章[9]
- 2010年 - 毎日出版文化賞 企画部門（河出書房新社『世界文学全集』の編纂）
- 2011年 - 朝日賞（2010年度）[10]
- 2020年 - 毎日出版文化賞 企画部門（河出書房新社『日本文学全集』の編纂）
- 2021年 - フランス芸術文化勲章オフィシエ[11]
- 2023年 - 早稲田大学坪内逍遥大賞

## 親交のある人々
- 丸谷才一
- 須賀敦子
- 石牟礼道子
- 日野啓三
- 星野道夫
- ジャック・マイヨール
- テオ・アンゲロプロス
- 渡辺京二

## 作品一覧

### 詩
- 『塩の道』（書肆山田、1978）
- 『もっとも長い河に関する考察』（書肆山田、1982）
- 『池澤夏樹詩集成』（書肆山田、1996）
- 『メランコリア』（光琳社出版、1998）
- 『この世界のぜんぶ』（中央公論新社、2001）のち文庫

### 小説
- 『夏の朝の成層圏』（中央公論社、1984）のち文庫
- 『スティル・ライフ』（中央公論社、1988）のち文庫
  - La Vie immobile (tr. Véronique Brindeau et Dominique Palmé, Arles: Philippe Picquier, 1995)
  - Still Lives (tr. Dennis Keene, Tokyo: Kodansha International, 1997)
  - L'uomo che fece ritorno (tr. Antonietta Pastore, L'arcipelago Einaudi; 21, Torino: Einaudi, 2003)
- 『真昼のプリニウス』（中央公論社、1989）のち文庫
- 『バビロンに行きて歌え』（新潮社、1990）のち文庫
- 『マリコ / マリキータ』（文藝春秋、1990）のち文庫、角川文庫
- 『タマリンドの木』（文藝春秋、1991）のち文庫
- 『南の島のティオ』（楡出版、1992）のち文春文庫、講談社青い鳥文庫
  - 『TIO'S ISLAND』（小学館、2010、写真：竹沢うるま）
  - Tio du Pacifique : les histoires que me racontait (tr. Corinne Quentin, Arles: Philippe Picquier, 2001)
- 『きみが住む星』（文化出版局、1992、写真：エルンスト・ハース）のち角川文庫
- 『マシアス・ギリの失脚』（新潮社、1993）のち文庫
  - Aufstieg und Fall des Macias Guili (tr. Otto Putz, Berlin: edition Q, 2002)
  - The Navidad Incident: The Downfall of Matías Guili (Haikasoru, 2012)
- 『骨は珊瑚、眼は真珠』（文藝春秋、1995）のち文庫
  - Des os de corail, des yeux de perle (tr. Véronique Brindeau et Corinne Quentin, Arles: Philippe Picquier, 1997)
- 『やがてヒトに与えられたときが満ちて……』（河出書房新社、1996）のち角川文庫
- 『世界一しあわせなタバコの木。』（絵本館、1997、絵：渡邉良重）絵本
- 『花を運ぶ妹』（文藝春秋、2000）のち文庫
  - A burden of flowers (tr. Alfred Birnbaum, Tokyo: Kodansha International, 2001)
  - La sœur qui portait des fleurs (tr. Corinne Atlan et Corinne Quentin, Arles: Philippe Picquier, 2004)
  - Schwere Blumen (tr. Sabine Mangold, Hamburg: Abera, 2014)
- 『すばらしい新世界』（中央公論新社、2000）のち文庫
- 『カイマナヒラの家』（ホーム社、2001）のち集英社文庫
- 『静かな大地』（朝日新聞社、2004）のち文庫
- 『キップをなくして』（角川書店、2005）のち文庫
- 『きみのためのバラ』（新潮社、2007）のち文庫
- 『光の指で触れよ』（中央公論新社、2008）のち文庫
- 『星に降る雪 修道院』（角川書店、2008）のち改題「星に降る雪」角川文庫
- 『熊になった少年』（スイッチパブリッシング、2009）
- 『カデナ』（新潮社、2009）のち文庫
- 『氷山の南』（文藝春秋、2012）のち文庫
- 『双頭の船』（新潮社 2013）のち文庫
- 『アトミック・ボックス』（毎日新聞社、2014）のち角川文庫
- 『砂浜に坐り込んだ船』（新潮社 2015）のち文庫
- 『キトラ・ボックス』（KADOKAWA、2017）のち文庫
- 『ワカタケル』（日本経済新聞出版、2020）
- 『また会う日まで』（朝日新聞出版 2023）朝日新聞朝刊に2022年1月31日まで連載
- 『天地暦程』（集英社）すばる2025年4月号から連載中

### 随筆・評論など
- 『サーカムナヴィゲイション』（イザラ書房、1980）
- 『見えない博物館』（小沢書店、1986）のち平凡社ライブラリー
- 『ギリシアの誘惑』（書肆山田、1987、増補版2017）
- 『ブッキッシュな世界像』（白水社、1988、新版1993）のち白水Uブックス
- 『シネ・シティー鳥瞰図』（中公文庫、1988）
- 『都市の書物』（太田出版、1990）
- 『インパラは転ばない』（光文社、1990、イラスト：飯野和好）のち新潮文庫
- 『読書癖』（全4巻、みすず書房、1991-1999）
- 『エデンを遠く離れて』（朝日新聞社、1991）のち文庫
- 『南鳥島特別航路』（日本交通公社、1991）のち新潮文庫
- 『母なる自然のおっぱい』（新潮社、1992）のち文庫
- 『宇宙のつくりかた』（福音館書店、たくさんのふしぎ、1992）小学3・4年生以上向け
- 『楽しい終末』（文藝春秋、1993）のち文庫
- 『むくどり通信』（朝日新聞社、1994）のち文庫
- 『小説の羅針盤』（新潮社、1995）
- 『星界からの報告』（書肆山田、1995）
- 『むくどりは飛んでゆく』（朝日新聞社、1995）
- 『海図と航海日誌』（スイッチ・パブリッシング、1995）
- 『むくどりは千羽に一羽……』（朝日新聞社、1996）
- 『ハワイイ紀行』（新潮社、1996）のち文庫
- 『むくどりの巣ごもり』（朝日新聞社、1997）「むくどり通信 雄飛編」文庫
- 『沖縄式風力発言』（ボーダーインク、1997）
- 『明るい旅情』（新潮社、1997）のち文庫
- 『室内旅行 池澤夏樹の読書日記』（文藝春秋、1998）
- 『むくどりとしゃっきん鳥』（朝日新聞社、1998）
- 『むくどり最終便』（朝日新聞社、1999）「むくどり通信・雌伏編」文庫
- 『旅をした人 星野道夫の生と死』（スイッチ・パブリッシング、2000）
- 『新世紀へようこそ』（光文社、2002）
- 『言葉の流星群』（角川書店、2003）のち文庫
- 『イラクの小さな橋を渡って』（光文社、2003）のち文庫
  - On a Small Bridge in Iraq (tr. Alfred Birnbaum, Okinawa: Impala, 2003)
  - SUR UN PETIT PONT EN IRAK (tr. Corinne Quentin, Okinawa: Impala, 2003)
  - AUF EINER KLEINEN BRÜCKE IM IRAK (tr. Otto Putz, Okinawa: Impala, 2003)
- 『憲法なんて知らないよ というキミのための「日本の憲法」』（ホーム社、2003）のち集英社文庫
- 『世界のために涙せよ 新世紀へようこそ2』（光文社、2003）
- 『神々の食』（文藝春秋、2003）のち文庫
- 『風がページを・・・・ 池澤夏樹の読書日記』（文藝春秋、2003）
- 『パレオマニア 大英博物館からの13の旅』（集英社インターナショナル、2004）のち文庫
- 『アマバルの自然誌 沖縄の田舎で暮らす』（光文社、2004）のち文庫
- 『異国の客』（集英社、2005）のち文庫
- 『世界文学を読みほどく スタンダールからピンチョンまで』（新潮選書、2005、増補版2017）
- 『池澤夏樹の旅地図 Along the footsteps of a lay pilgrim』（世界文化社、2007）
- 『虹の彼方に 池澤夏樹の同時代コラム』（講談社、2007）のち文庫
- 『叡智の断片』（集英社インターナショナル、2007）のち文庫
- 『セーヌの川辺』（集英社、2008）のち文庫
- 『風神帖―エッセー集成1』（みすず書房、2008）
- 『雷神帖―エッセー集成2』（みすず書房、2008）
- 『ぼくたちが聖書について知りたかったこと』（小学館、2009）のち文庫
- 『嵐の夜の読書』（みすず書房、2010）
- 『池澤夏樹の世界文学リミックス』（河出書房新社、2011）のち文庫
- 『春を恨んだりはしない 震災をめぐって考えたこと』（中央公論新社、2011）のち文庫
- 『終わりと始まり』（朝日新聞出版、2013）のち文庫
- 『文明の渚』（岩波ブックレット、2013）
- 『現代世界の十大小説』（NHK出版新書、2014）
- 『うつくしい列島 地理学的名所紀行』（河出書房新社、2015）のち文庫
- 『詩のなぐさめ』（岩波書店、2015）
- 『沖縄への短い帰還』（ボーダーインク、2016）
- 『知の仕事術』（集英社インターナショナル新書、2017）
- 『のりものづくし』（中公文庫、2018）
- 『詩のきらめき』（岩波書店、2018）
- 『科学する心』（集英社インターナショナル、2019）
- 『いつだって読むのは目の前の一冊なのだ』（作品社、2019）
- 『されく魂　わが石牟礼道子抄』（河出書房新社、2021）

### 共著
- 『新潮古典文学アルバム 上田秋成』長島弘明と分担解説 新潮社 1991
- 『イスタンブール歴史散歩　とんぼの本』澁澤幸子共著 新潮社 1994
- 『沖にむかって泳ぐ 池澤夏樹ロング・インタヴュー』聞き手：新井敏記、文藝春秋 1994
- 『クジラが見る夢 ジャック・マイヨールとの海の日々』テレコムスタッフ、1994、新潮文庫 1998。写真：高砂淳二・垂見健吾
- 『やさしいオキナワ』写真：垂見健吾、パルコ出版 1997。解説担当
- 『沖縄からはじまる』大田昌秀共著 集英社 1998
- 『池澤夏樹 アジアの感情 Long interview』聞き手：新井敏記、スイッチ・パブリッシング 2002
- 『池澤夏樹の世界文学ワンダーランド』NHK出版「NHK知る楽」（2009年10-11月、放送テキスト）
- 『ぜんぶ本の話』池澤春菜共著 毎日新聞出版 2020
- 『みっちんの声』石牟礼道子と対話共著 河出書房新社 2021
- 『1945年に生まれて──池澤夏樹 語る自伝』聞き手尾崎真理子、岩波書店 2025

#### 編著
- 『沖縄いろいろ事典』新潮社、1992、『オキナワなんでも事典』新潮文庫 2003。編者代表
- 編『日本の名随筆 別巻 50 本屋』 作品社 1995
- 『ことばのたくらみ 実作集』岩波書店 21世紀文学の創造 2003
- 編『やがて麗しい五月が訪れ 原條あき子全詩集』 書肆山田 2004
- 『歩く学問ナマコの思想』埼玉大学共生社会研究センター編 コモンズ 2005

他は鶴見俊輔,内海愛子,中村尚司,熊岡路矢共著
- 編『本は、これから』岩波新書 2010
- 『怖い本と楽しい本 毎日新聞「今週の本棚」20年名作選 1998～2004』丸谷才一共編 毎日新聞社 2012
- 『分厚い本と熱い本 毎日新聞「今週の本棚」20年名作選2005～2011』丸谷才一共編 毎日新聞社 2012
- 『愉快な本と立派な本 毎日新聞「今週の本棚」20年名作選. 1992～1997』丸谷才一共編 毎日新聞社 2012
- 『丸谷才一全集』全12巻 辻原登・三浦雅士・湯川豊と編纂委員 文藝春秋 2013-2014
- 池澤夏樹=個人編集 世界文学全集（全30巻）河出書房新社 2007-2011年
- 池澤夏樹=個人編集 日本文学全集（全30巻）河出書房新社、2014-2017年
- 監修『須賀敦子の本棚』河出書房新社
  - ダンテ『神曲 地獄篇　第1歌－第17歌』須賀敦子・藤谷道夫訳、2018年6月
  - ウィラ・キャザー『大司教に死来る』著、 須賀敦子訳、2018年8月
  - ナタリア・ギンズブルグ『小さな徳』白崎容子訳、2018年10月
  - エルサ・モランテ『嘘と魔法』上下 北代美和子訳、2018年12月
  - シャルル・ペギー『クリオ　歴史と異教的魂の対話』宮林寛訳、2019年2月
  - メアリー・マッカーシー『私のカトリック少女時代』若島正訳著、2019年4月

### 翻訳
- カート・ヴォネガット『母なる夜』（白水社 1973年、白水Uブックス、1984年）
- ジェラルド・ダレル『虫とけものと家族たち』（集英社 1974年、集英社文庫、1983年、中公文庫、2014年）
- ジェラルド・ダレル『鳥とけものと親類たち』（集英社 1977年、集英社文庫、1985年）
- ジェラルド・ダレル『風とけものと友人たち』（集英社 1984年）
- リチャード・ブローティガン『チャイナタウンからの葉書』（サンリオ、1977年、ちくま文庫、2011年）
- アル・ラムラス、ジョン・シェイナー『戦艦奪取大作戦』（集英社、1980年、集英社文庫、1983年）
- ジェイムズ・ヘリオット『Dr.ヘリオットのおかしな体験』（集英社、1981年、集英社文庫、1997年）
- ジョン・アップダイク『クーデタ』（講談社、1981年）
- ピーター・グッドチャイルド『ヒロシマを壊滅させた男オッペンハイマー』（白水社 1982年、新装版1995年）
- 『世界のライト・ヴァース 太陽の半分と月の全部と』（藤井昇、桑名一博、米川良夫共編・訳 森本清彦絵 書肆山田 1982年）
- 『王さまのリンゴの木 ギリシャの民話』（ソフィア・ザランボウカ再話 ほるぷ出版 1982年）
- 『ジャック・ケルアック詩集』（高橋雄一郎共訳 思潮社 1991年）
- E・M・フォースター『ファロスとファリロン』「著作集 7」みすず書房 1994年
- 『ジョン・レノン ラスト・インタビュー』（ジョン・レノン、オノ・ヨーコ、中公文庫 2001年）
- 『テオ・アンゲロプロス シナリオ全集』（愛育社 2004年）
- アントワーヌ・ド・サン＝テグジュペリ『星の王子さま』（集英社文庫、2005年）
- 『古事記』（河出書房新社、2014年）- 池澤夏樹 個人編集「日本文学全集」収録
- 『カヴァフィス全詩』（書肆山田、2018年、岩波文庫、2024年）
- ウィリアム・ブレイク『無垢の歌』（池澤春菜共訳 毎日新聞出版 2021年）